# Tom Criel
Tom Criel (Eeklo, 6 juni 1983) is een Belgisch voormalig wielrenner. 

## Carrière
Als belofte won hij in 2006 de koninginnenrit in de Ronde van de Aostavallei. In 2007 reed hij voor de continentale wielerploeg van Unibet.com en won dat jaar Brussel-Opwijk en een rit in de Tweedaagse van de Gaverstreek. Op 1 mei 2007 maakte hij de overstap naar de profs, en ging aan de slag bij het profteam van Unibet.com. In 2008 kreeg hij een contractverlenging bij de opvolger van Unibet.com, Cycle-Collstrop. In 2009 verhuisde hij naar Topsport Vlaanderen. Sinds 2010 was hij aan de slag als Eliterenner Zonder Contract. In 2012 zette hij een punt achter zijn carrière.

## Belangrijkste overwinningen
2006
- 5e etappe Ronde van de Aostavallei

2007
- Brussel - Opwijk
- 1e etappe Tweedaagse van de Gaverstreek

2010
- Saint-Séverin-Nandrin

2011
- Provinciaal kampioen Oost-Vlaanderen, Elite Zonder Contract

## Resultaten in voornaamste wedstrijden
| Jaar | Ronde van Italië | Ronde van Frankrijk | Ronde van Spanje |
| ---- | ---------------- | ------------------- | ---------------- |
| 2008 |                  |                     |                  |
| 2009 |                  |                     |                  |

| Jaar | Luik-Bast.‑Luik | Ronde van Lombardije |
| ---- | --------------- | -------------------- |
| 2008 | 133e            |                      |
| 2009 | opgave          | opgave               |

## Ploegen
- 2007-Unibet.com CT (tot 30/04)
- 2007-Unibet.com (vanaf 01/05)
- 2008-Cycle Collstrop
- 2009-Topsport Vlaanderen-Mercator